# Трюйер
Трюйер (фр. Truyère) — река в южной Франции. Длина — 170 км, площадь бассейна — 3280 км². Средний расход воды — 69,5 м³/с.
Река протекает по трём департаментам (Аверон, Канталь, Лозер) и находится на территории двух регионов (Овернь — Рона — Альпы, Окситания).
Истоки Трюйера расположен в Центральном массиве у коммуны Манд. Впадает в реку Ло в Антрег-сюр-Трюйере. Часть своего пути протекает по ущельям массива Канталь и плато Обрак.
Река известна виадуком Гараби, железнодорожным мостом, возведённым над ней в 1880—1884 годах под руководством Эйфеля. Также на Трюйере есть несколько водохранилищ, образованных строительством небольших ГЭС, например, ГЭС Гранваль (фр.).
Высота истока — 1450 м над уровнем моря. Высота устья — 220 м над уровнем моря.

## Галерея

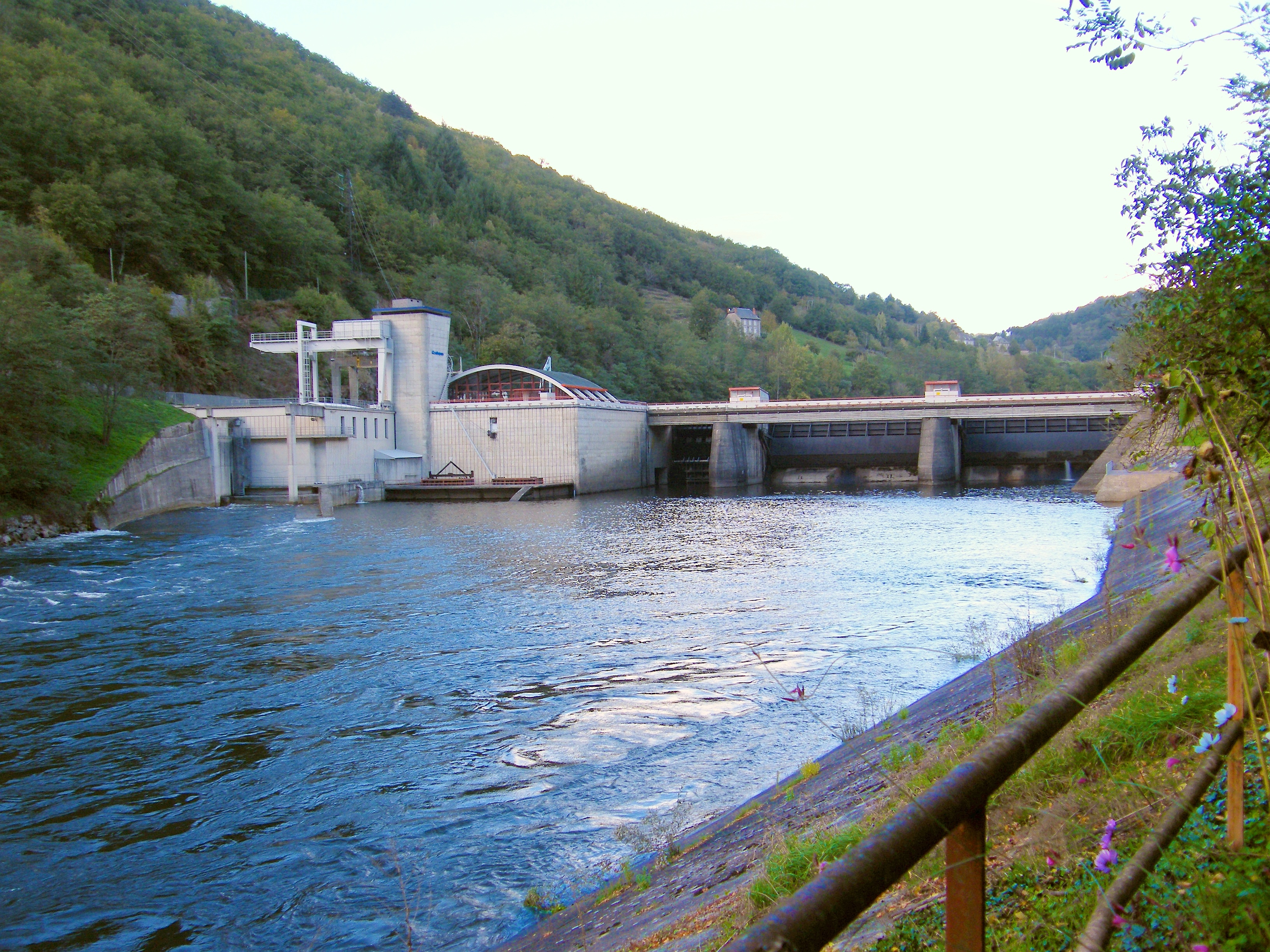
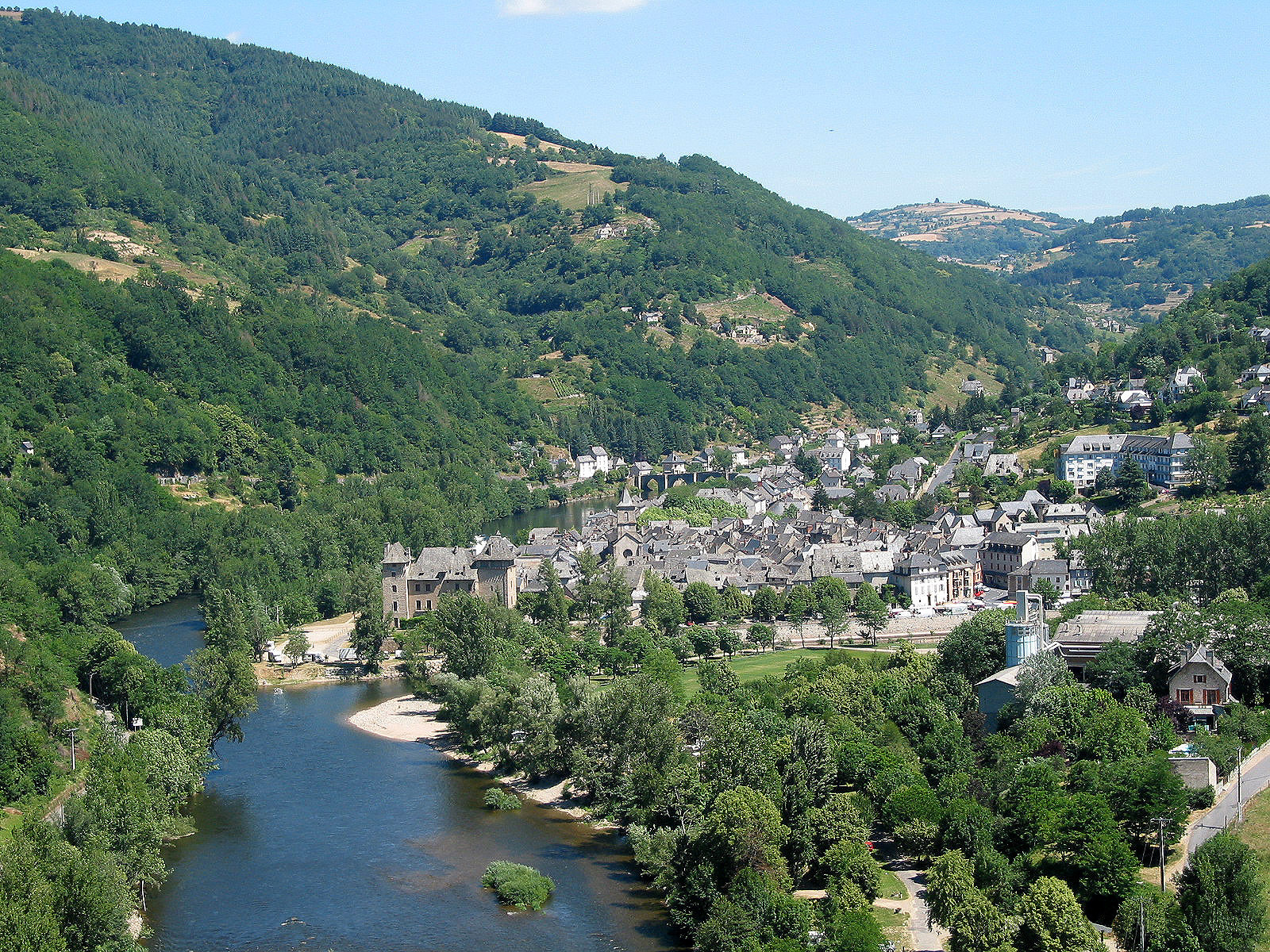
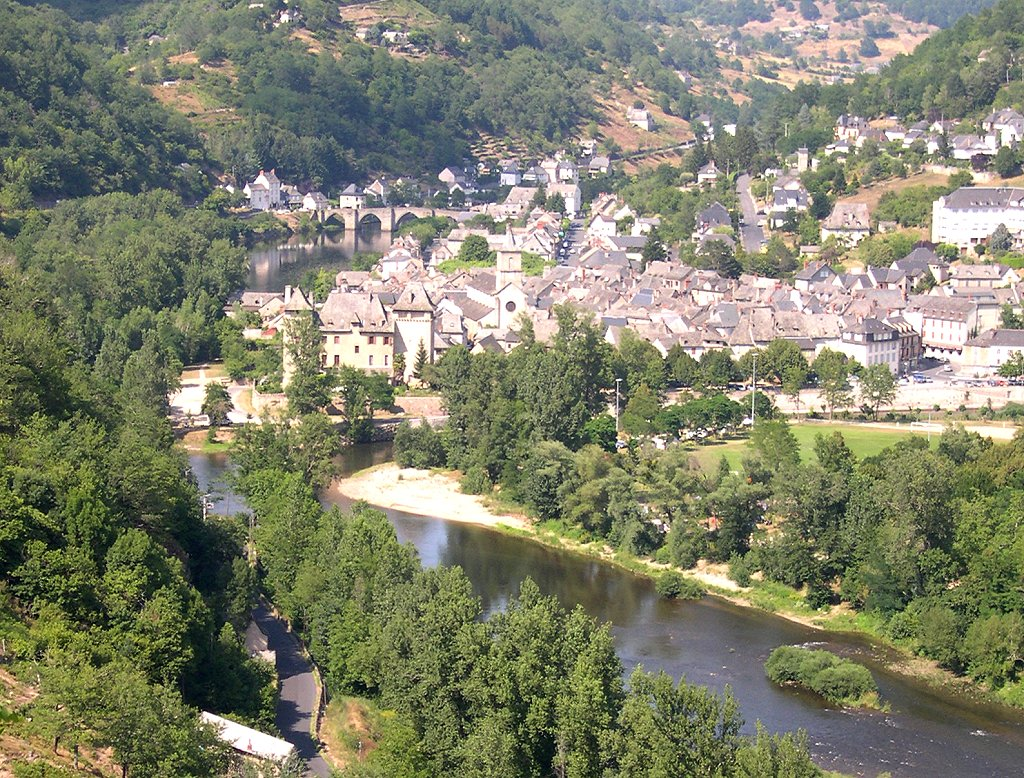
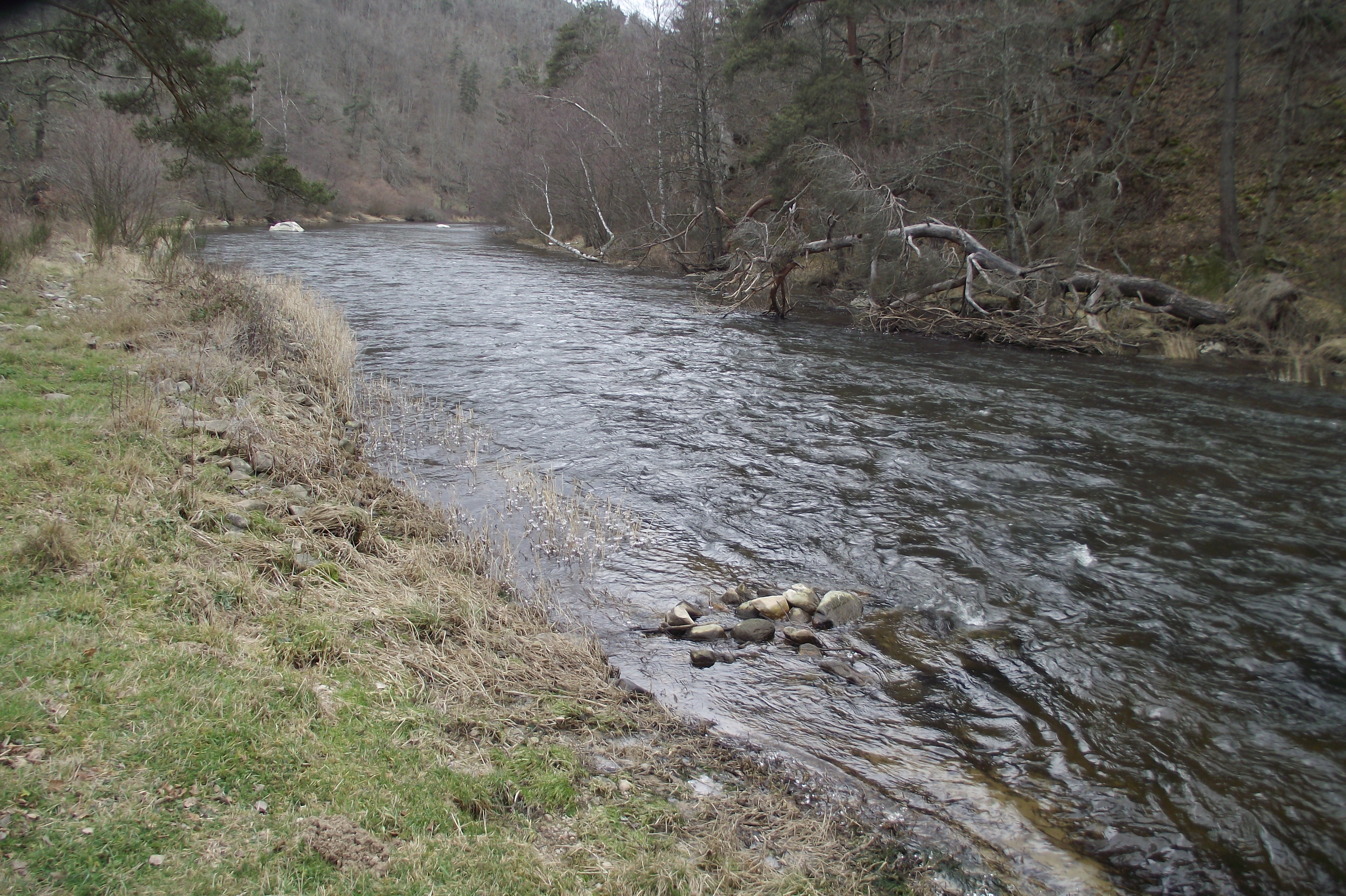